# Loweria haplochroa
Loweria haplochroa är en fjärilsart som beskrevs av Oswald Beltram Lower 1915. Loweria haplochroa ingår i släktet Loweria och familjen mätare. Inga underarter finns listade i Catalogue of Life.